# Midsalip
Midsalip là một đô thị cấp bốn ở tỉnh Zamboanga del Sur, Philippines. Theo điều tra dân số năm 2000, đô thị này có dân số 28.909 người trong 5.479 hộ.

## Các đơn vị hành chính
Midsalip, về mặt hành chính, được chia thành 33 khu phố (barangay).
| - Bacahan - Balonai - Bibilop - Buloron - Cabaloran - Canipay Norte - Canipay Sur - Cumaron - Dakayakan - Duelic - Dumalinao | - Ecuan - Golictop - Guinabot - Guitalos - Guma - Kahayagan - Licuro-an - Lumpunid - Matalang - New Katipunan - New Unidos | - Palili - Pawan - Pili - Pisompongan - Piwan - Poblacion A - Poblacion B - Sigapod - Timbaboy - Tulbong - Tuluan |